# U-69 (1940)
U-69 «Смеющаяся корова» (фр. «La Vache qui Rit») — средняя немецкая подводная лодка типа VIIC времён Второй мировой войны, головная лодка модификации VIIC.

## История
Заказ на постройку субмарины был отдан 30 мая 1938 года. Лодка была заложена 11 ноября 1939 года на верфи «Германиаверфт» в Киле под строительным номером 603, спущена на воду 19 сентября 1940 года. Лодка вошла в строй 2 ноября 1940 года под командованием капитан-лейтенанта Йоста Метцлера.

### Командиры
- 2 ноября 1940 года — 28 августа 1941 года капитан-лейтенант Йост Метцлер (кавалер Рыцарского железного креста);
- 24 августа — 28 августа 1941 года оберлейтенант цур зее Ганс-Юрген Ауфферман;
- 28 августа 1941 года — 31 марта 1942 года Вильгельм Цан;
- 31 марта 1942 года — 17 февраля 1943 года капитан-лейтенант Ульрих Граф.

### Флотилии
- 2 ноября 1940 года — 31 января 1941 года — 7-я флотилия (учебная)
- 1 февраля 1941 года — 17 февраля 1943 года — 7-я флотилия

### История службы
Лодка совершила 11 боевых походов. Потопила 16 судов суммарным водоизмещением 67 500 брт, одно судно повредила (4887 брт), одно судно после получения повреждений не восстанавливалось (5445 брт).
Потоплена 17 февраля 1943 года в Северной атлантике к востоку от Ньюфаундленда в районе с координатами 50°36′ с. ш. 41°07′ з. д. глубинными бомбами с британского эсминца HMS Fame. 46 погибших (весь экипаж).
До апреля 1997 года историки считали, что U-69 погибла 17 февраля 1943 года в Северной атлантике, в районе с координатами 50°50′ с. ш. 40°50′ з. д. в результате атаки британского эсминца HMS Viscount (а HMS Fame потопил U-201). Потом выяснилось, что всё-таки Viscount потопил U-201, а Fame — U-69.
Метцлер, первый и самый именитый командир U-69, написал книгу мемуаров про лодку и её походы.

### Имя

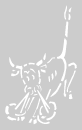
бык Скапа-Флоу, эмблема Гюнтера Прина

В отличие от многих своих товарок у U-69 было имя собственное.
В марте 1941 года, после того, как погибла U-47 Прина, Седьмая флотилия решила сделать эмблему Прина эмблемой всей флотилии. Соответствующее распоряжение о нанесении эмблемы поступило и на U-69. Однако, эскиза в приказе не было, а ветеранов, самолично видевших эмблему, на борту не оказалось, поэтому старпом Ауэрманн получил задание узнать облик требуемого быка. Спрашивать как выглядит эмблема собственной флотилии у соседей-подводников он счёл несолидным и вредным для престижа экипажа, самостоятельные попытки нарисовать нечто похожее на быка ни к чему не привели, поэтому Ауэрманн отправился на берег за вдохновением.

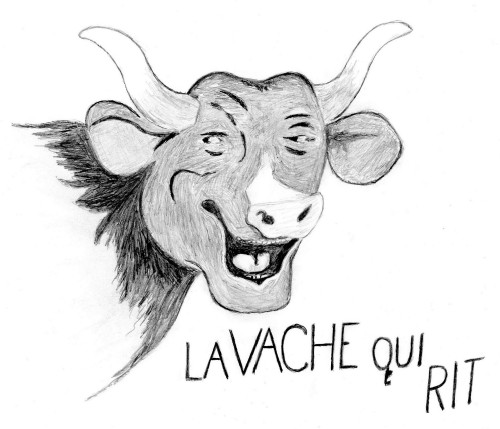
"Смеющаяся корова" - эмблема U-69.

Результатом его поисков стала коробка из-под известного французского сыра, на которой была изображена весёлая корова. Один из рабочих полностью скопировал эту корову на рубке лодки, перенеся даже подпись с коробки: «La vache qui rit» (нем. Die lachende Kuh, рус. Смеющаяся корова), которая стала боевым кличем экипажа, заменив старый боевой клич «Horrido!». Так появилась «Смеющаяся корова из Лорьяна», заочная подруга «Быка из Скапа-Флоу».

### Волчьи стаи
U-69 входила в состав следующих «волчьих стай»:
- Falke 4 января — 22 января 1943
- Haudegen 22 января — 15 февраля 1943

### Атаки на лодку
- 22 февраля 1941 года U-69 подверглась бомбардировке с Сандерленда.
- 24 февраля после ночной атаки на конвой OB-288, U-69 подверглась атаке эскортного корабля, который в течение трёх часов сбросил 22 глубинных бомбы. Лодка смогла оторваться от преследований без повреждений.
- 21 марта лодка была атакована глубинными бомбами в течение нескольких часов двумя эскортными кораблями, защищающими конвой, заходящий в Галифакс. Повреждений не было.
- 27 июня после потопления двух судов из конвоя SL-78 U-69 была обстреляна эскортными кораблями, повреждений не было.

## Потопленные суда
| Дата            | Тип            | Принадлежность | Дата            | Тоннаж (БРТ) | Груз                                                                              | Судьба                            | Место                     |
| Siamese Prince  | грузовое судно | Великобритания | 17 февраля 1941 | 8 456        | генеральный груз                                                                  | потоплен                          | 59°53′ с. ш. 12°12′ з. д. |
| Empire Blanda   | грузовое судно | Великобритания | 19 февраля 1941 | 5 693        | чугунный лом, сталь, взрывчатка                                                   | потоплен                          | 60°33′ с. ш. 18°50′ з. д. |
| Marslew         | грузовое судно | Великобритания | 23 февраля 1941 | 4 542        | 6000 тонн генерального груза                                                      | потоплен                          | 59°18′ с. ш. 21°30′ з. д. |
| Coultarn        | грузовое судно | Великобритания | 30 марта 1941   | 3 759        | в балласте                                                                        | потоплен                          | 60°18′ с. ш. 29°28′ з. д. |
| Thirlby         | грузовое судно | Великобритания | 3 апреля 1941   | 4 887        | 7600 тонн кукурузы                                                                | поврежден                         | 43°20′ с. ш. 66°15′ з. д. |
| Robin Moor      | грузовое судно | США            | 21 мая 1941     | 4 999        | 5100 тонн генерального груза, состоящего из двигателей и покрышек                 | потоплен                          | 6°10′ с. ш. 25°40′ з. д.  |
| Tewkesbury      | грузовое судно | Великобритания | 21 мая 1941     | 4 601        | 3548 тонн генерального груза, 2000 тонн пшеницы, 1928 тонн консервированного мяса | потоплен                          | 5°49′ с. ш. 24°09′ з. д.  |
| Sangara         | грузовое судно | Великобритания | 31 мая 1941     | 5 445        | генеральный груз                                                                  | торпедирован, не восстанавливался | 5°33′ с. ш. 0°13′ з. д.   |
| Robert Hughes   | землечерпалка  | Великобритания | 4 июня 1941     | 2 879        |                                                                                   | подорвался на мине                | квадрат EV 6566           |
| Empire Ability  | грузовое судно | Великобритания | 27 июня 1941    | 7 603        | 7725 тонн сахара, 238 тонн рома, 400 тонн злаковых зерен, 35 тонн полотна         | потоплен                          | 23°50′ с. ш. 21°10′ з. д. |
| River Lugar     | грузовое судно | Великобритания | 27 июня 1941    | 5 423        | 9250 тонн железной руды                                                           | потоплен                          | 24°00′ с. ш. 21°00′ з. д. |
| Robert L. Holt  | грузовое судно | Великобритания | 3 июля 1941     | 2 918        | в балласте                                                                        | потоплен                          | 24°15′ с. ш. 20°00′ з. д. |
| James E. Newsom | парусное судно | Великобритания | 1 мая 1942      | 671          | соль                                                                              | потоплен                          | 35°50′ с. ш. 59°40′ з. д. |
| Lise            | танкер         | Норвегия       | 12 мая 1942     | 6 826        | в балласте                                                                        | потоплен                          | 13°53′ с. ш. 68°20′ з. д. |
| Norlantic       | грузовое судно | США            | 13 мая 1942     | 2 606        | 3800 тонн генерального груза, состоящего из цемента, стали и железных болванок    | потоплен                          | 12°13′ с. ш. 66°30′ з. д. |
| Torondoc        | грузовое судно | Канада         | 21 мая 1942     | 1 927        | бокситы                                                                           | потоплен                          | 51°08′ с. ш. 9°22′ з. д.  |
| Carolus         | грузовое судно | Канада         | 9 октября 1942  | 2 375        | пустые бочки                                                                      | потоплен                          | 48°47′ с. ш. 68°10′ з. д. |
| Caribou         | грузовое судно | Великобритания | 14 октября 1942 | 2 222        | 118 членов обслуживающего персонала, 73 пассажира                                 | потоплен                          | 47°19′ с. ш. 59°29′ з. д. |